# Campionato mondiale giovanile di scherma 2025
Il Campionato mondiale juniores di scherma del 2025 ("2025 World Juniors Fencing Championships") è stato organizzato dalla Federazione internazionale della scherma e si è svolto a Wuxi in Cina.
Nel fioretto, si sono aggiudicati i titoli del campionato mondiale l'egiziano Abdelrahman Tolba, che ha battuto in finale l'atleta neutrale autorizzato Aleksandr Kerik e l'atleta neutrale autorizzata Aleksandra Mikhailova che ha avuto la meglio sull'italiana Matilde Molinari.
Nella spada l'egiziano  Mahmoud Elsayed ha battuto in finale l'italiano Matteo Galassi, ottenendo il titolo mondiale "juniores" maschile, mentre tra le donne la canadese Julia Yin ha superato la magiara Blanka Nagy.
Nella sciabola l'italiano Cosimo Bertini prevale sul rumeno Vlad Covaliu, mentre l'atleta neutrale autorizzata Aleksandra Mikhailova ha battuto la statunitense Alexandra Lee.
Nel campionato mondiale "juniores" a squadre maschili, la nazionale italiana ha prevalso nella finale del fioretto contro la rappresentativa degli Atleti neutrali autorizzati, mentre la nazionale italiana ha vinto nella spada contro la formazione canadese, ed infine la formazione statunitense ha avuto la meglio sulla nazionale italiana nella sciabola.
Nel campionato mondiale "juniores" a squadre femminili, la nazionale statunitense ha prevalso nella finale del fioretto contro l'Italia, l'Ucraina ha vinto nella spada contro la compagine cinese, ed infine la formazione statunitense ha avuto la meglio sulla nazionale francese nella sciabola.

## Podi

### Uomini
| Specialità  | Oro                                                                                | Argento                                                                                      | Bronzo                                                                             |
| Individuali |                                                                                    |                                                                                              |                                                                                    |
| Fioretto    | Abdelrahman Tolba                                                                  | Aleksandr Kerik                                                                              | Yahor Rabtsau Pavel Puzankov                                                       |
| Spada       | Mahmoud Elsayed                                                                    | Matteo Galassi                                                                               | Maksym Perchuk Nikita Gorin                                                        |
| Sciabola    | Cosimo Bertini                                                                     | Vlad Covaliu                                                                                 | Benedykt Denkiewicz Tom Couderc                                                    |
| A squadre   |                                                                                    |                                                                                              |                                                                                    |
| Fioretto    | Italia Mattia De Cristofaro Matteo Iacomoni Elia Pasin Andrea Zanardo              | Atleti Individuali Neutrali Iskander Bulatov Aleksandr Kerik Valerii Kornilov Pavel Puzankov | Cina Jianghe Chen Yifan Guo Zihao Liu Weiqiao Lyu                                  |
| Spada       | Italia Matteo Galassi Marco Francesco Locatelli Fabio Mastromarino Cristiano Sena  | Canada William Doyon-Verdon Daniel Rubin Junzhe Shan Nicholas Zhang                          | Hong Kong Ying Chuen Gao Jia Huan Kenton Hsu Chi Ho Wong Nok Man Yuen              |
| Sciabola    | Stati Uniti Colin Heathcock Cody Walter Ji William Morrill Emilio Paturzo Gonzalez | Italia Cosimo Bertini Leonardo Reale Edoardo Reale Valerio Reale                             | Uzbekistan Islambek Abdazov Sardor Abdukarimbekov Musa Aymuratov Zuhriddin Kodirov |

### Donne
| Specialità  | Oro                                                                         | Argento                                                                 | Bronzo                                                                                          |
| Individuali |                                                                             |                                                                         |                                                                                                 |
| Fioretto    | Jaelyn Liu                                                                  | Matilde Molinari                                                        | Polina Volobueva Jessica Guo                                                                    |
| Spada       | Julia Yin                                                                   | Blanka Nagy                                                             | Rin Kishimoto Oliwia Tercjak                                                                    |
| Sciabola    | Aleksandra Mikhailova                                                       | Alexandra Lee                                                           | Magda Skarbonkiewicz Qimiao Pan                                                                 |
| A squadre   |                                                                             |                                                                         |                                                                                                 |
| Fioretto    | Stati Uniti Chin-Yi Kong Jaelyn Liu Katerina Lung Victoria Pevzner          | Italia Ludovica Franzoni Letizia Gabola Matilde Molinari Vittoria Pinna | Giappone Ayano Iimura Rino Nagase Misaki Numata Yukari Takamizawa                               |
| Spada       | Ucraina Valeriia Bilous-Gridzhak Emily Conrad Alina Dmytruk Anna Maksymenko | Cina Huishuang Jiang Xinyao Li Qiyao Ni Yuchen Xie                      | Stati Uniti Sophia Jakel Yasmine Khamis Sumin Lee Leehi Machulsky                               |
| Sciabola    | Stati Uniti Alexandra Lee Sophie Liu Magda Skarbonkiewicz Siobhan Sullivan  | Francia Roxane Chabrol Elea Faur Alejandra Manga Rita Robineaux         | Uzbekistan Luisa Fernanda Herrera Lara Ayakoz Jumamuratova Gulistan Perdibaeva Samira Shokirova |